# Берёзовая роща (Коты, Чернигов)
Берёзовая роща или Берёзовый овраг (укр. Березовий гай, Березовий яр) — городской лесопарк, расположенный на территории Деснянского района Чернигова. Площадь — 7,0, 12,11, 12 га. Является местом отдыха горожан. Ранее именовался имени Октября.

## История
«Парк имени Октября» был заложен в 1961 году возле села Коты.

## Описание
Лесопарк расположен восточнее исторически сложившейся местности Коты и проспекта Мира, окружённый нежилой застройкой.
Абсолютные высоты колеблются в пределах 126-153 м над уровнем моря: наинизшая точка — овраг безымянного ручья (южная часть парка) 126 м над уровнем моря, наивысшая точка — северная часть парка 153 м над уровнем моря, средняя высота бо́льшей части урочища — 130-150 м над уровнем моря. 
В урочище расположен памятник истории местного значения «Группа братских могил жертв нацизма (Братская могила 1500 мирных жителей, расстрелянных фашистами осенью 1941 года)», согласно Решению исполкома Черниговского областного совета депутатов трудящихся от 31.05.1971 года №286 и Приказу Департамента культуры и туризма, национальностей и религий Черниговской областной государственной администрации от 07.06.2019 года №223.

## Природа
Формирование парка, как и других послевоенных парковых территорий, связано со значительным ассортиментом древесных растений из рассадника Черниговского областного ботанического сада, совхоза «Деснянский» и КП «Зеленбуд». Парковая территория выступает как очаг генофонда дендрофлоры и является одним из центров рекреационной деятельности — здесь наблюдается влияние нерегулированной рекреации, которая проявляется в засорении отдельных их участков, вытаптывании газонов.
Здесь насчитывается 25 видов растений, в т.ч. 9 местных видов, из 9 семейств и 15 родов. Ассортимент будущего парка, как и других парковых территорий города послевоенного периода, создавался силами Черниговского ботанического сада, совхоза «Деснянский» и КП «Зеленбуд».
В урочище распространены такие лесные сообщества (ценозы): Pineta sylvestris (сосна обыкновенная), Betuleta pendulae (берёза повислая), Robinieta pseudoacaciae (робиния ложноакациевая).